# Umberto Cordier
Umberto Cordier (Alba, 1953) è uno scrittore italiano.

## Biografia
Umberto Cordier, occupato nella didattica dell'elettronica e dell'informatica, si dedica allo studio di tutto ciò che può definirsi misterioso, anomalo, inconsueto, con un metodo di lavoro razionale e sistematico. Ricercando un criterio di obiettività, collabora con associazioni di vario orientamento, tra le quali il Centro italiano studi ufologici e il Comitato italiano per il controllo delle affermazioni sul paranormale. È segretario della Società Fortiana italiana. Oltre a diversi articoli per riviste del settore, ha pubblicato alcuni volumi.

## Opere
- Guida ai draghi e mostri in Italia, SugarCo, Milano 1986
- Dizionario dell'Italia misteriosa, SugarCo, Milano 1991
- Guida ai luoghi misteriosi d'Italia, Piemme, Casale Monferrato (AL) 1996
- Guida ai luoghi miracolosi d'Italia, Piemme, Casale Monferrato (AL) 1999
- Guida alle sagre e alle feste patronali, Piemme, Casale Monferrato (AL) 2000

## Collaborazioni editoriali
- Il segreto dei teschi di cristallo, Piemme, Casale Monferrato (AL) 1998